# Ephrem M'Bom
Ephrem M'Bom (Yaundé, Camerún francés, 18 de julio de 1954-Duala, Camerún, 20 de septiembre de 2020) fue un futbolista de Camerún que jugó en la posición de lateral izquierdo.

## Carrera

### Club
| Periodo   | Club           |
| --------- | -------------- |
| 1973-1975 | Rail Douala    |
| 1975-1976 | Éclair Douala  |
| 1976-1977 | Léopard Douala |
| 1977-1988 | Canon Yaoundé  |
| 1988-1989 | Dragon Yaoundé |

### Selección nacional
Jugó para Camerún en siete ocasiones de 1981 a 1984, participó en la Copa Mundial de Fútbol de 1982 y en dos ediciones de la Copa Africana de Naciones.

## Tras el retiro
Luego de retirarse como futbolista, Mbom trabajó para la Compañía Nacional de Ferrocarriles. Falleció el 20 de septiembre de 2020 a los 66 años a causa de un tumor en una de sus piernas.

## Logros

### Club
- Cameroonian Championship: 5

1979, 1980, 1982, 1985, 1986
- Copa de Camerún: 3

1978, 1983, 1986
- Copa Africana de Clubes Campeones: 2

1978, 1980
- African Cup Winners' Cup: 1

1979

### Selección nacional
- Copa Africana de Naciones: 1

1984